# The New What Next
The New What Next es el noveno álbum de estudio de Hot Water Music. Como los dos anteriores, la banda grabó en Salad Days Studios, Beltsville, Maryland entre el 20 de abril y el 6 de junio de 2004. Brian McTernan grabó y produjo el material y Scott Sinclair diseñó la portada. Una portada distinta, que no sigue la línea que Sinclair fijó en los ocho discos anteriores. Epitaph Records lanzó este disco el 21 de septiembre de 2004.

## Listado de canciones
1. "Poison" - 2:51
2. "The End of the Line" - 3:12
3. "All Heads Down" - 3:20
4. "My Little Monkey Wrench" - 3:12
5. "Remedy" - 2:46
6. "There Are Already Roses" - 3:14
7. "Keep It Together" - 3:30
8. "The Ebb And Flow" - 3:45
9. "Bottomless Seas" - 3:08
10. "Ink And Lead" - 4:05
11. "This Early Grave" - 3:37
12. "Giver" - 3:05
13. "Kill the Night" (sólo disponible en la versión LP)

## Créditos
- Chuck Ragan - cantante, guitarra
- Chris Wollard - cantante, guitarra
- Jason Black - bajo
- George Rebelo - batería

- Datos: Q2495684